# Rho Cassiopeiae
Rho Cassiopeiae är en stjärna i mellersta delen av stjärnbilden Cassiopeja. Med dess absoluta magnitud på -7,48 (550 000 gånger ljusstarkare än vår sol) är det en av de ljusstarkaste stjärnorna på himlen, men på grund av det enorma avståndet på 11 000 ljusår är den föga framträdande.
Astronomer tror att Rho Cassiopeiae kommer att bli en supernova inom en snar framtid, eftersom den har använt nästan allt av sitt bränsle.

Den gula superjätten Rho Cassiopeiae i en storleksjämförelse. Från vänster: Solen (liten svag punkt – för liten för att synas i denna miniatyr), Pistolstjärnan, Rho Cassiopeiae (gul), Betelgeuse och VY Canis Majoris. Omloppsbanorna för Jupiter 5,23 AU och Neptunus 30,01 AU är införda som jämförelse.

## Egenskaper
Rho Cassiopeiae, är en gul till vit hyperjättestjärna av spektralklass G2Ia0e. Stjärnan har en beräknad massa som är ca 40 gånger större än solens massa, en radie som är 400 - 500 gånger större än solens och utsänder från dess fotosfär ca 500 000 gånger mera energi än solen vid en effektiv temperatur av 5 800 - 7 200 K.
Rho Cassiopeiae är en variabel stjärna av typen halvregelbunden variabel (SRD). Den varierar inom intervallet av magnitud 4,1-6,2.
Rho Cassiopeiae har vanligen en skenbar magnitud nära 4,5, men 1946 dämpades den oväntat till 6:e magnituden och kyldes av över 3 000 K innan den återgick till sin tidigare ljusstyrka. Ett liknande utbrott registrerades 1893, vilket tyder på att det genomgår dessa utbrott ungefär en gång vart 50 år. Detta hände igen 2000-2001, när den observerades med William Herschel-teleskopet. Under 2013 medförde en skalutkastning dramatiska spektralförändringar och en sänkning av magnituden med ungefär en halv enhet för synliga våglängder. Svaga emissionslinjer av metaller och dubbla H-α-absorptionslinjer upptäcktes i slutet av 2014 och ovanliga tredubbla absorptionslinjer 2017.